# Brillantor

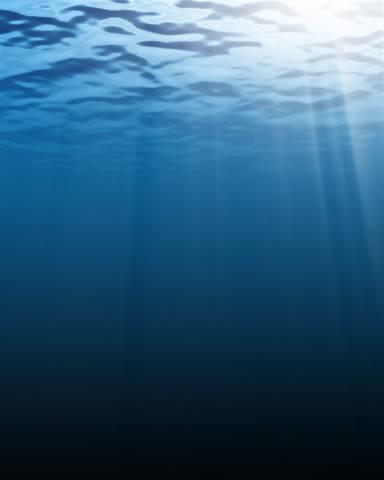
Disminució de la brillantor amb la profunditat (foto submarina com a exemple)

La brillantor o lluminositat és un atribut de la percepció visual en què una font sembla radiar o reflectir la llum. En altres paraules, la brillantor és la percepció que provoca la Luminància d'un objectiu visual. No és necessàriament proporcional a la lluminositat. Es tracta d'un atribut / propietat subjectiva d'un objecte que s'observa i un dels paràmetres d'aparença del color dels models d'aparença del color. La brillantor fa referència a un terme absolut i no s'ha de confondre amb la lluminositat. Una lluminositat objectiu determinada pot provocar diferents percepcions de la brillantor en diferents contextos i Il·lusió òptica.
La brillantor percebuda d'un objecte es veu afectada per la de la seva proximitat, ja sigui allunyant-se d'ell (contrast de lluminositat) o fent-se més semblant a ella (assimilació de la brillantor) en funció de la mida de les superfícies que l'envolten. L'ull humà percep més de 200 tons diferents, méss de 20 nivells de saturació i 500 de brillantor.
En un model de color RGB, la brillantor es pot considerar com la mitjana aritmètica μ de les coordenades de color vermell, verd i blau (tot i que alguns dels tres components fan que la llum sembli més brillant que d'altres, cosa que, de nou, 
):
{\displaystyle \mu ={R+G+B \over 3}}
La brillantor també és una coordenada de l'Espai de color HSL: matís, Saturació cromàtica i lleugeresa, és a dir, brillantor.
Pel que fa a les estrelles, la brillantor es quantifica com a magnitud aparent, que representa com de brillant apareix l'estrella des de la Terra, i magnitud absoluta, com de brillant apareix l'estrella a una distància estàndard de 32,6 anys llum, o 10 parsecs, tanmateix, la brillantor d'una estrella depèn de la seva composició i de la distància que estigui del planeta. La brillantor és, almenys en alguns aspectes, l'antònim de la foscor.
La sensació de brillantor és aproximadament proporcional al logaritme de l'estímul; com molts altres processos neurològics, segueix la llei de Weber-Fechner. La percepció de la brillantor pot ser lleugerament diferent per a diferents persones o per als dos ulls. En particular, depèn de la sensibilitat espectral de les cèl·lules visuals per a la visió diürna (visió fotòpica) a longituds d'ona mitjanes, que per a la majoria de la gent és més alta en el rang d'uns 555 nm de longitud d'ona (groc-verd), que correspon aproximadament al màxim de radiació solar. En molts animals, aquest màxim de percepció de la brillantor es troba en altres longituds d'ona i, per tant, amb altres colors, com es trobava en els gats o les abelles. La distribució més precisa de la sensibilitat a la brillantor de l'aparell visual humà en funció del color de la llum espectral descriu la corba V-lambda.
L'ull humà treballa en un rang de brillantor molt gran, que correspon a intensitats de llum d'1: 10 mil milions. El llindar visual és de 10-13 lumens [2]. No obstant això, podem percebre diferents lluminositats tan diferents tan aviat com la seva quantitat de llum difereix en més d'un 10%. En això es basa el mètode de pas fotomètric per a brillantor aparent, que l'astrònom Friedrich Argelander va desenvolupar al voltant de 1840.
Si es vol determinar objectivament la brillantor, s'han de tenir en compte dos efectes. Les característiques individuals de l'ull i la radiació simultània en el rang de longitud d'ona visible i en el subsegüent rang infraroig, possiblement ultraviolat, que també pot conduir a la fluorescència.

## Nou significat
La Comissió Federal de Comerç dels Estats Units (FTC) ha assignat un significat poc convencional a la brillantor quan s'aplica a les làmpades. Quan apareix als paquets de bombetes, la brillantor significa flux lluminós, mentre que en altres contextos significa luminància. El flux lluminós és la quantitat total de llum que prové d'una font, com ara un dispositiu d'il·luminació. La luminància, el significat original de la brillantor, és la quantitat de llum per angle sòlid que prové d'una zona, com ara el cel. La taula següent mostra les formes estàndard d'indicar la quantitat de llum.
| Magnitud             | Símbol | Unitat del SI             | abeura. | Notes                                                          |
| -------------------- | ------ | ------------------------- | ------- | -------------------------------------------------------------- |
| Energia lluminosa    | Q v    | lumen segon               | lm·s    | A vegades es fa servir la denominació Talbot, aliena al SI     |
| Flux lluminós        | F      | lumen (= cd·sr)           | lm      | Mesura de la potència lluminosa percebuda                      |
| Intensitat lluminosa | I v    | candela (= lm/sr)         | cd      | Una Unitat bàsica del SI                                       |
| Luminància           | L v    | candela per metre quadrat | cd/m 2  | A vegades es fa servir la denominació nit, aliena al SI        |
| Il·luminació         | E v    | lux (= lm/m 2 )           | lx      | Usat per mesurar la incidència de la llum sobre una superfície |
| Emitància lluminosa  | M v    | lux (= lm/m 2 )           | lx      | Usat per mesurar la llum emesa per una superfície              |
| Eficàcia lluminosa   |        | lumen per watt            | lm/W    | Raó entre flux lluminós i flux radiant                         |

| Energia lluminosa                          | Q  | lumen segon                         | lm⋅s                 | T J       |
| Flux lluminós                              | Φv | lumen (= candela estereoradians)    | lm (= cd⋅sr)         | J         |
| Intensitat lluminosa                       | Iv | candela (= lumen per estereoradian) | cd (= lm/sr)         | J         |
| Luminància                                 | Lv | candela per metre quadrat           | cd/m² (= lm/(sr⋅m²)) | L−2J      |
| Il·luminació                               | Ev | lux (= lumen per metre quadrat)     | lx (= lm/m²)         | L−2J      |
| Emissió lluminosa                          | Mv | lumen per metre quadrat             | lm/m²                | L−2J      |
| Exposició lluminosa                        | Hv | lux second                          | lx⋅s                 | L−2T J    |
| Densitat de l'energia lluminosa            | ωv | lumen segon per metre cúbic         | lm⋅s/m3              | L−3T J    |
| Eficàcia lluminosa (de la radiació)        | K  | lumen per watt                      | lm/W                 | M−1L−2T3J |
| Eficàcia lluminosa (d'una font)            | η  | lumen per watt                      | lm/W                 | M−1L−2T3J |
| Eficàcia lluminosa,                        | V  |                                     |                      | 1         |
| Vegeu també: SI · Fotometria · Radiometria |    |                                     |                      |           |